# Het rijexamen
Het rijexamen is een korte film uit 2005 van Tallulah Hazekamp Schwab in een scenario van Joost Van Gijzen in de reeks Kort!. De kortfilm werd vertoond op het Nederlands Film Festival 2005 en werd opgenomen op de Kort! dvd-verzamelreeks in deel 5. De film duurt 9 minuten.
De hoofdgedachte van deze film is dat ook als alles je tegenzit, je soms toch nog succes kunt behalen.
Deze korte film gaat over Lana Roos, die maar niet kan slagen voor haar rijexamen en nu voor de 26e keer opgaat. Ze is erg gespannen en haar rijexaminator is ook nog heel erg asociaal. Het zit haar dus deze keer weer niet mee.

## Rolverdeling
- Leny Breederveld als Lana Roos
- Natasja Loturco als Echtgenote examinator
- Fem Petraeus als Examenkandidate
- Viggo Waas als Examinator[1]